# Tercera División de España 1947-48
La temporada 1947–48 de la Tercera División de España de fútbol corresponde a la 11.ª edición del campeonato y se disputó entre el 21 de septiembre de 1947 y el 12 de julio de 1948.
El campeón de esta temporada fue el Real Santander Sociedad Deportiva.

## Sistema de competición
La Tercera División de España 1947-48 fue organizada por la Federación Española de Fútbol (RFEF).
El campeonato contó con la participación de 112 clubes divididos en ocho grupos. La competición siguió un sistema de liga, de modo que los equipos de cada grupo se enfrentaron entre sí, todos contra todos en dos ocasiones -una en campo propio y otra en campo contrario- sumando un total de 26 jornadas. El orden de los encuentros se decidió por sorteo antes de empezar la competición.
Se estableció una clasificación con arreglo a los puntos obtenidos en cada enfrentamiento, a razón de dos por partido ganado, uno por empatado y ninguno en caso de derrota. En caso de empate a puntos entre dos o más clubes en la clasificación, se tuvo en cuenta el mayor cociente de goles. 
Se disputó en tres fases. En la primera fase, los primeros clasificados de cada grupo avanzaron a la fase intermedia, quedando divididos en dos grupos de cuatro equipos cada uno siguiendo también el sistema de liga. Los dos primeros de cada grupo intermedio jugaron la fase final, igualmente en sistema de liga, en la que los dos primeros ascendieron directamente a Segunda División.
Los tres últimos clasificados de cada grupo descendieron directamente a categoría Regional. Los décimos y undécimos clasificados jugaron la promoción de permanencia en sistema de liga divididos en cuatro grupos de cuatro equipos cada uno, en los que tan solo el primer clasificado permanece en la categoría.

## Fase primera

### Grupo I
| Pos. | Equipo                     | Pts. | PJ | G  | E  | P  | GF | GC  | Dif. | Clasificación                     |
| ---- | -------------------------- | ---- | -- | -- | -- | -- | -- | --- | ---- | --------------------------------- |
| 1    | Pontevedra C. F.           | 37   | 26 | 15 | 7  | 4  | 75 | 33  | +42  | Acceso a Fase intermedia          |
| 2    | U. D. Orensana             | 36   | 26 | 16 | 4  | 6  | 63 | 40  | +23  |                                   |
| 3    | Club Berbés                | 35   | 26 | 15 | 5  | 6  | 97 | 55  | +42  |                                   |
| 4    | Arosa S. C.                | 31   | 26 | 12 | 7  | 7  | 44 | 40  | +4   |                                   |
| 5    | S. G. Lucense              | 30   | 26 | 12 | 6  | 8  | 75 | 53  | +22  |                                   |
| 6    | Atlético de Zamora         | 27   | 26 | 13 | 1  | 12 | 61 | 62  | −1   |                                   |
| 7    | C. D. Juvenil              | 27   | 26 | 12 | 3  | 11 | 49 | 47  | +2   |                                   |
| 8    | Cultural Leonesa           | 26   | 26 | 11 | 4  | 11 | 61 | 49  | +12  |                                   |
| 9    | Arsenal C. F. de El Ferrol | 24   | 26 | 9  | 6  | 11 | 50 | 50  | 0    |                                   |
| 10   | Club Santiago              | 24   | 26 | 9  | 6  | 11 | 47 | 58  | −11  | Acceso a Promoción de permanencia |
| 11   | Maestranza Aérea de León   | 22   | 26 | 6  | 10 | 10 | 35 | 48  | −13  | Acceso a Promoción de permanencia |
| 12   | Club Lemos (D)             | 21   | 26 | 8  | 5  | 13 | 36 | 41  | −5   | Descenso a Regional               |
| 13   | S. D. Ponferradina (D)     | 19   | 26 | 6  | 7  | 13 | 29 | 59  | −30  | Descenso a Regional               |
| 14   | Club Betanzos (D)          | 4    | 26 | 2  | 1  | 23 | 18 | 105 | −87  | Descenso a Regional               |

 Fuente: Fútbol Regional

### Grupo II
| Pos. | Equipo                             | Pts. | PJ | G  | E | P  | GF | GC | Dif. | Clasificación                     |
| ---- | ---------------------------------- | ---- | -- | -- | - | -- | -- | -- | ---- | --------------------------------- |
| 1    | Real Santander S. D.               | 44   | 26 | 21 | 2 | 3  | 81 | 20 | +61  | Acceso a Fase intermedia          |
| 2    | Gimnástica de Torrelavega          | 33   | 26 | 15 | 3 | 8  | 68 | 50 | +18  |                                   |
| 3    | Gimnástica de Burgos               | 33   | 26 | 13 | 7 | 6  | 60 | 33 | +27  |                                   |
| 4    | S. D. Barreda Balompié             | 32   | 26 | 14 | 4 | 8  | 59 | 42 | +17  |                                   |
| 5    | Caudal Deportivo                   | 31   | 26 | 14 | 3 | 9  | 52 | 39 | +13  |                                   |
| 6    | C. P. La Felguera                  | 30   | 26 | 13 | 4 | 9  | 49 | 34 | +15  |                                   |
| 7    | Real Avilés C. F.                  | 30   | 26 | 14 | 2 | 10 | 61 | 46 | +15  |                                   |
| 8    | R. D. Gijonés                      | 29   | 26 | 12 | 5 | 9  | 46 | 40 | +6   | Disuelto                          |
| 9    | C. D. Fábrica Nacional de Palencia | 24   | 26 | 11 | 2 | 13 | 53 | 57 | −4   |                                   |
| 10   | C. D. Mirandés                     | 18   | 26 | 8  | 2 | 16 | 32 | 58 | −26  | Acceso a Promoción de permanencia |
| 11   | Real Juvencia                      | 17   | 26 | 7  | 3 | 16 | 34 | 50 | −16  | Acceso a Promoción de permanencia |
| 12   | Club Langreano (D)                 | 17   | 26 | 7  | 3 | 16 | 36 | 71 | −35  | Descenso a Regional               |
| 13   | S. D. Rayo Cantabria (D)           | 14   | 26 | 5  | 4 | 17 | 30 | 63 | −33  | Descenso a Regional               |
| 14   | Santoña C. F. (D)                  | 12   | 26 | 4  | 4 | 18 | 27 | 85 | −58  | Descenso a Regional               |

 Fuente: Fútbol Regional
Notas:
1. ↑  El R. D. Gijonés desapareció al final de la temporada.

### Grupo III
| Pos. | Equipo                      | Pts. | PJ | G  | E | P  | GF | GC | Dif. | Clasificación                     |
| ---- | --------------------------- | ---- | -- | -- | - | -- | -- | -- | ---- | --------------------------------- |
| 1    | C. A. Osasuna               | 36   | 26 | 16 | 4 | 6  | 64 | 36 | +28  | Acceso a Fase intermedia          |
| 2    | Maestranza Aérea de Logroño | 32   | 26 | 14 | 4 | 8  | 60 | 50 | +10  |                                   |
| 3    | Zaragoza C. F.              | 31   | 26 | 13 | 5 | 8  | 83 | 38 | +45  |                                   |
| 4    | C. D. Logroñés              | 31   | 26 | 13 | 5 | 8  | 69 | 54 | +15  |                                   |
| 5    | Real Unión Club             | 29   | 26 | 12 | 5 | 9  | 63 | 41 | +22  |                                   |
| 6    | Club Sestao                 | 27   | 26 | 10 | 7 | 9  | 43 | 39 | +4   |                                   |
| 7    | Arenas Club                 | 27   | 26 | 10 | 7 | 9  | 45 | 43 | +2   |                                   |
| 8    | Club Erandio                | 27   | 26 | 10 | 7 | 9  | 44 | 53 | −9   |                                   |
| 9    | S. D. Indauchu              | 27   | 26 | 10 | 7 | 9  | 61 | 56 | +5   |                                   |
| 10   | Deportivo Alavés            | 26   | 26 | 12 | 2 | 12 | 42 | 56 | −14  | Acceso a Promoción de permanencia |
| 11   | S. C. D. Durango            | 23   | 26 | 7  | 9 | 10 | 42 | 49 | −7   | Acceso a Promoción de permanencia |
| 12   | C. D. Guecho (D)            | 22   | 26 | 8  | 6 | 12 | 44 | 60 | −16  | Descenso a Regional               |
| 13   | C. D. Izarra (D)            | 16   | 26 | 6  | 4 | 16 | 36 | 76 | −40  | Descenso a Regional               |
| 14   | Tolosa C. F. (D)            | 10   | 26 | 2  | 6 | 18 | 26 | 75 | −49  | Descenso a Regional               |

 Fuente: Fútbol Regional

### Grupo IV
| Pos. | Equipo                                    | Pts. | PJ | G  | E  | P  | GF | GC  | Dif. | Clasificación                     |
| ---- | ----------------------------------------- | ---- | -- | -- | -- | -- | -- | --- | ---- | --------------------------------- |
| 1    | U. D. Huesca                              | 37   | 26 | 18 | 1  | 7  | 71 | 34  | +37  | Acceso a Fase intermedia          |
| 2    | C. D. Segarra                             | 35   | 26 | 12 | 11 | 3  | 60 | 28  | +32  |                                   |
| 3    | S. D. Escoriaza                           | 34   | 26 | 15 | 4  | 7  | 61 | 38  | +23  |                                   |
| 4    | Atlético Zaragoza                         | 31   | 26 | 15 | 1  | 10 | 74 | 40  | +34  |                                   |
| 5    | S. D. Sueca                               | 31   | 26 | 14 | 3  | 9  | 62 | 48  | +14  |                                   |
| 6    | C. D. Olímpico                            | 30   | 26 | 12 | 6  | 8  | 63 | 43  | +20  |                                   |
| 7    | C. D. Acero                               | 30   | 26 | 13 | 4  | 9  | 47 | 55  | −8   |                                   |
| 8    | Arenas S. D.                              | 29   | 26 | 13 | 3  | 10 | 63 | 44  | +19  |                                   |
| 9    | C. D. Tudelano                            | 27   | 26 | 12 | 3  | 11 | 47 | 50  | −3   |                                   |
| 10   | U. B. Conquense                           | 26   | 26 | 10 | 6  | 10 | 44 | 50  | −6   | Acceso a Promoción de permanencia |
| 11   | C. D. Numancia                            | 26   | 26 | 11 | 4  | 11 | 54 | 44  | +10  | Acceso a Promoción de permanencia |
| 12   | C. D. Tauste-Industrias VIGATA (D)        | 15   | 26 | 6  | 3  | 17 | 35 | 67  | −32  | Descenso a Regional               |
| 13   | S. F. Saguntino (D)                       | 9    | 26 | 2  | 5  | 19 | 30 | 85  | −55  | Descenso a Regional               |
| 14   | C. F. Regiones Devastadas de Belchite (D) | 4    | 26 | 0  | 4  | 22 | 17 | 102 | −85  | Descenso a Regional               |

 Fuente: Fútbol Regional

### Grupo V
| Pos. | Equipo                  | Pts. | PJ | G  | E | P  | GF | GC | Dif. | Clasificación                     |
| ---- | ----------------------- | ---- | -- | -- | - | -- | -- | -- | ---- | --------------------------------- |
| 1    | Gerona C. F.            | 40   | 26 | 18 | 4 | 4  | 71 | 38 | +33  | Acceso a Fase intermedia          |
| 2    | C. D. San Andrés        | 33   | 26 | 14 | 5 | 7  | 67 | 39 | +28  |                                   |
| 3    | C. D. Júpiter           | 31   | 26 | 12 | 7 | 7  | 46 | 29 | +17  |                                   |
| 4    | U. D. Lérida            | 29   | 26 | 12 | 5 | 9  | 48 | 35 | +13  |                                   |
| 5    | Tarrasa C. F.           | 25   | 26 | 11 | 3 | 12 | 48 | 50 | −2   |                                   |
| 6    | C. D. Constancia        | 25   | 26 | 9  | 7 | 10 | 45 | 47 | −2   |                                   |
| 7    | C. F. Igualada          | 25   | 26 | 10 | 5 | 11 | 41 | 54 | −13  |                                   |
| 8    | C. D. Atlético Baleares | 25   | 26 | 9  | 7 | 10 | 42 | 49 | −7   |                                   |
| 9    | U. D. San Martín        | 25   | 26 | 10 | 5 | 11 | 38 | 51 | −13  |                                   |
| 10   | S. D. España Industrial | 24   | 26 | 10 | 4 | 12 | 47 | 43 | +4   | Acceso a Promoción de permanencia |
| 11   | U. D. Sans              | 24   | 26 | 8  | 8 | 10 | 42 | 46 | −4   | Acceso a Promoción de permanencia |
| 12   | Reus Deportivo (D)      | 24   | 26 | 10 | 4 | 12 | 41 | 51 | −10  | Descenso a Regional               |
| 13   | C. D. Tortosa (D)       | 21   | 26 | 8  | 5 | 13 | 40 | 45 | −5   | Descenso a Regional               |
| 14   | C. D. Granollers (D)    | 13   | 26 | 5  | 3 | 18 | 32 | 71 | −39  | Descenso a Regional               |

 Fuente: Fútbol Regional

### Grupo VI
| Pos. | Equipo                      | Pts. | PJ | G  | E | P  | GF | GC | Dif. | Clasificación                     |
| ---- | --------------------------- | ---- | -- | -- | - | -- | -- | -- | ---- | --------------------------------- |
| 1    | U. D. Salamanca             | 42   | 26 | 20 | 2 | 4  | 76 | 32 | +44  | Acceso a Fase intermedia          |
| 2    | Real Betis                  | 35   | 26 | 15 | 5 | 6  | 59 | 22 | +37  |                                   |
| 3    | C. D. Badajoz               | 34   | 26 | 16 | 2 | 8  | 79 | 39 | +40  |                                   |
| 4    | C. D. Cacereño              | 32   | 26 | 14 | 4 | 8  | 70 | 58 | +12  |                                   |
| 5    | A. D. Plus Ultra            | 30   | 26 | 13 | 4 | 9  | 73 | 45 | +28  |                                   |
| 6    | S. D. Gimnástica Segoviana  | 29   | 26 | 12 | 5 | 9  | 62 | 53 | +9   |                                   |
| 7    | C. D. Toledo                | 26   | 26 | 11 | 4 | 11 | 64 | 68 | −4   |                                   |
| 8    | C. D. Talavera              | 24   | 26 | 11 | 2 | 13 | 61 | 71 | −10  |                                   |
| 9    | Tomelloso C. F.             | 24   | 26 | 12 | 0 | 14 | 55 | 59 | −4   |                                   |
| 10   | Gimnástico de Alcázar C. F. | 22   | 26 | 9  | 4 | 13 | 46 | 75 | −29  | Acceso a Promoción de permanencia |
| 11   | Ávila C. F.                 | 21   | 26 | 10 | 1 | 15 | 60 | 55 | +5   | Acceso a Promoción de permanencia |
| 12   | C. D. Manchego              | 19   | 26 | 8  | 3 | 15 | 36 | 60 | −24  |                                   |
| 13   | A. D. Ferroviaria (D)       | 16   | 26 | 6  | 4 | 16 | 36 | 83 | −47  | Descenso a Regional               |
| 14   | A. R. Chamberí (D)          | 10   | 26 | 4  | 2 | 20 | 25 | 82 | −57  | Descenso a Regional               |

 Fuente: Fútbol Regional
Notas:
1. ↑  El C. D. Manchego fue repescado para la siguiente temporada y evitó su descenso

### Grupo VII
| Pos. | Equipo                    | Pts. | PJ | G  | E | P  | GF | GC | Dif. | Clasificación                     |
| ---- | ------------------------- | ---- | -- | -- | - | -- | -- | -- | ---- | --------------------------------- |
| 1    | Elche C. F.               | 38   | 26 | 17 | 4 | 5  | 72 | 36 | +36  | Acceso a Fase intermedia          |
| 2    | Cartagena C. F.           | 37   | 26 | 17 | 3 | 6  | 66 | 23 | +43  |                                   |
| 3    | Albacete Balompié         | 35   | 26 | 16 | 3 | 7  | 62 | 38 | +24  |                                   |
| 4    | Alicante C. F.            | 33   | 26 | 15 | 3 | 8  | 80 | 44 | +36  |                                   |
| 5    | C. D. Eldense             | 31   | 26 | 13 | 5 | 8  | 49 | 45 | +4   |                                   |
| 6    | Imperial C. F.            | 27   | 26 | 11 | 5 | 10 | 61 | 43 | +18  |                                   |
| 7    | U. D. Almería             | 27   | 26 | 12 | 3 | 11 | 49 | 48 | +1   |                                   |
| 8    | Real Jaén C. F.           | 26   | 26 | 10 | 6 | 10 | 71 | 53 | +18  |                                   |
| 9    | C. D. Cieza               | 22   | 26 | 9  | 4 | 13 | 39 | 57 | −18  |                                   |
| 10   | C. D. Almoradí            | 21   | 26 | 10 | 1 | 15 | 47 | 71 | −24  | Disuelto                          |
| 11   | Orihuela Deportiva C. F.  | 20   | 26 | 6  | 8 | 12 | 54 | 65 | −11  | Acceso a Promoción de permanencia |
| 12   | Atlético de Linares (D)   | 20   | 26 | 8  | 4 | 14 | 40 | 87 | −47  | Descenso a Regional               |
| 13   | Crevillente Deportivo (D) | 15   | 26 | 5  | 5 | 16 | 35 | 69 | −34  | Descenso a Regional               |
| 14   | C. D. Gimnástica Abad (D) | 12   | 26 | 3  | 6 | 17 | 29 | 75 | −46  | Descenso a Regional               |

 Fuente: Fútbol Regional
Notas:
1. ↑  El C. D. Almoradí desapareció al finalizar la temporada.

### Grupo VIII
| Pos. | Equipo                     | Pts. | PJ | G  | E | P  | GF | GC | Dif. | Clasificación                     |
| ---- | -------------------------- | ---- | -- | -- | - | -- | -- | -- | ---- | --------------------------------- |
| 1    | U. D. Melilla              | 40   | 26 | 19 | 2 | 5  | 58 | 29 | +29  | Acceso a Fase intermedia          |
| 2    | R. C. Recreativo de Huelva | 35   | 26 | 16 | 3 | 7  | 84 | 36 | +48  |                                   |
| 3    | R. B. Linense              | 35   | 26 | 16 | 3 | 7  | 70 | 38 | +32  |                                   |
| 4    | S. D. Ceuta                | 29   | 26 | 13 | 3 | 10 | 54 | 55 | −1   |                                   |
| 5    | Cádiz C. F.                | 28   | 26 | 11 | 6 | 9  | 48 | 47 | +1   |                                   |
| 6    | C. D. Iliturgi             | 26   | 26 | 11 | 4 | 11 | 68 | 56 | +12  |                                   |
| 7    | Larache C. F.              | 26   | 26 | 12 | 2 | 12 | 51 | 55 | −4   |                                   |
| 8    | Atlético de Tetuán         | 25   | 26 | 11 | 3 | 12 | 60 | 58 | +2   |                                   |
| 9    | Algeciras C. F.            | 24   | 26 | 11 | 2 | 13 | 75 | 64 | +11  |                                   |
| 10   | C. D. Electromecánicas     | 24   | 26 | 9  | 6 | 11 | 55 | 73 | −18  | Acceso a Promoción de permanencia |
| 11   | C. D. San Fernando         | 23   | 26 | 10 | 3 | 13 | 48 | 66 | −18  | Acceso a Promoción de permanencia |
| 12   | Coria C. F. (D)            | 19   | 26 | 6  | 7 | 13 | 36 | 56 | −20  | Descenso a Regional               |
| 13   | C. D. Antequerano (D)      | 19   | 26 | 7  | 5 | 14 | 38 | 59 | −21  | Descenso a Regional               |
| 14   | Calavera C. F. (D)         | 11   | 26 | 5  | 1 | 20 | 30 | 93 | −63  | Descenso a Regional               |

 Fuente: Fútbol Regional

## Fase Intermedia

### Grupo I
| Pos. | Equipo               | Pts. | PJ | G | E | P | GF | GC | Dif. | Clasificación       |
| ---- | -------------------- | ---- | -- | - | - | - | -- | -- | ---- | ------------------- |
| 1    | Real Santander S. D. | 10   | 6  | 4 | 2 | 0 | 11 | 2  | +9   | Acceso a Fase Final |
| 2    | U. D. Salamanca      | 8    | 6  | 3 | 2 | 1 | 15 | 5  | +10  | Acceso a Fase Final |
| 3    | C. A. Osasuna        | 4    | 6  | 1 | 2 | 3 | 8  | 15 | −7   |                     |
| 4    | Pontevedra C. F.     | 2    | 6  | 1 | 0 | 5 | 8  | 20 | −12  |                     |

 Fuente: Fútbol Regional

### Grupo II
| Pos. | Equipo        | Pts. | PJ | G | E | P | GF | GC | Dif. | Clasificación       |
| ---- | ------------- | ---- | -- | - | - | - | -- | -- | ---- | ------------------- |
| 1    | U. D. Melilla | 7    | 6  | 3 | 1 | 2 | 9  | 9  | 0    | Acceso a Fase Final |
| 2    | Gerona C. F.  | 6    | 6  | 3 | 0 | 3 | 12 | 10 | +2   | Acceso a Fase Final |
| 3    | Elche C. F.   | 6    | 6  | 2 | 2 | 2 | 13 | 14 | −1   |                     |
| 4    | U. D. Huesca  | 5    | 6  | 2 | 1 | 3 | 8  | 9  | −1   |                     |

 Fuente: Fútbol Regional

## Fase Final
| Pos. | Equipo                      | Pts. | PJ | G | E | P | GF | GC | Dif. | Clasificación              |
| ---- | --------------------------- | ---- | -- | - | - | - | -- | -- | ---- | -------------------------- |
| 1    | Real Santander S. D. (C, A) | 9    | 6  | 4 | 1 | 1 | 14 | 8  | +6   | Ascenso a Segunda División |
| 2    | Gerona C. F. (A)            | 8    | 6  | 4 | 0 | 2 | 10 | 11 | −1   | Ascenso a Segunda División |
| 3    | U. D. Salamanca             | 6    | 6  | 3 | 0 | 3 | 15 | 10 | +5   |                            |
| 4    | U. D. Melilla               | 1    | 6  | 0 | 1 | 5 | 6  | 16 | −10  |                            |

 Fuente: Fútbol Regional

## Promoción de Permanencia

### Grupo I
| Pos. | Equipo                   | Pts. | PJ | G | E | P | GF | GC | Dif. |
| ---- | ------------------------ | ---- | -- | - | - | - | -- | -- | ---- |
| 1    | Ávila C. F.              | 12   | 6  | 6 | 0 | 0 | 24 | 5  | +19  |
| 2    | Real Juvencia            | 5    | 6  | 2 | 1 | 3 | 10 | 8  | +2   |
| 3    | Maestranza Aérea de León | 4    | 6  | 2 | 0 | 4 | 23 | 14 | +9   |
| 4    | Club Santiago            | 3    | 6  | 1 | 1 | 4 | 6  | 36 | −30  |

 Fuente: Futbolme
Notas:
1. 1 2 3  Los clubes Real Juvencia, Maestranza Aérea de León y Club Santiago fueron repescados para la siguiente temporada.

### Grupo II
| Pos. | Equipo               | Pts. | PJ | G | E | P | GF | GC | Dif. | Clasificación       |
| ---- | -------------------- | ---- | -- | - | - | - | -- | -- | ---- | ------------------- |
| 1    | C. D. Mirandés       | 10   | 6  | 5 | 0 | 1 | 12 | 7  | +5   |                     |
| 2    | S. C. D. Durango (D) | 8    | 6  | 4 | 0 | 2 | 15 | 11 | +4   | Descenso a Regional |
| 3    | C. D. Numancia       | 4    | 6  | 2 | 0 | 4 | 12 | 9  | +3   |                     |
| 4    | Deportivo Alavés     | 2    | 6  | 1 | 0 | 5 | 5  | 17 | −12  |                     |

 Fuente: Futbolme
Notas:
1. 1 2  Los clubes C. D. Numancia y Deportivo Alavés fueron repescados para la siguiente temporada.

### Grupo III
| Pos. | Equipo                          | Pts. | PJ | G | E | P | GF | GC | Dif. | Clasificación       |
| ---- | ------------------------------- | ---- | -- | - | - | - | -- | -- | ---- | ------------------- |
| 1    | C. D. Electromecánicas          | 8    | 6  | 4 | 0 | 2 | 16 | 8  | +8   |                     |
| 2    | C. D. San Fernando (D)          | 6    | 6  | 3 | 0 | 3 | 16 | 16 | 0    | Descenso a Regional |
| 3    | U. B. Conquense                 | 6    | 6  | 3 | 0 | 3 | 16 | 19 | −3   |                     |
| 4    | Gimnástico de Alcázar C. F. (D) | 4    | 6  | 2 | 0 | 4 | 17 | 22 | −5   | Descenso a Regional |

 Fuente: Futbolme
Notas:
1. ↑  La U. B. Conquense fue repescada para la siguiente temporada.

### Grupo IV
| Pos. | Equipo                      | Pts. | PJ | G | E | P | GF | GC | Dif. | Clasificación       |
| ---- | --------------------------- | ---- | -- | - | - | - | -- | -- | ---- | ------------------- |
| 1    | Orihuela Deportiva C. F.    | 8    | 6  | 4 | 0 | 2 | 14 | 9  | +5   |                     |
| 2    | S. D. España Industrial (D) | 8    | 6  | 4 | 0 | 2 | 10 | 10 | 0    | Descenso a Regional |
| 3    | U. D. Sans (D)              | 6    | 6  | 3 | 0 | 3 | 18 | 13 | +5   | Descenso a Regional |
| 4    | C. D. Almoradí              | 2    | 6  | 1 | 0 | 5 | 7  | 17 | −10  | Disuelto            |

 Fuente: Futbolme
Notas:
1. ↑  El C. D. Almoradí desapareció al finalizar la temporada.